# 拓跋烏真
拓跋烏真（?—?），中國南北朝時期北魏先祖烈帝拓跋翳槐第四子拓跋謂之子。官至鉅鹿太守。

## 生平
拓跋烏真膂力無人能及，他跟隨道武帝拓跋珪征伐，屢有戰功，官至鉅鹿太守。